# 前353年
| 千纪： | 前1千纪 |
| 世纪： | 前5世纪 \| 前4世纪 \| 前3世纪 |
| 年代： | 前380年代 \| 前370年代 \| 前360年代 \| 前350年代 \| 前340年代 \| 前330年代 \| 前320年代                                                                                             |
| 年份： | 前358年 \| 前357年 \| 前356年 \| 前355年 \| 前354年 \| 前353年 \| 前352年 \| 前351年 \| 前350年 \| 前349年 \| 前348年                                                               |
| 纪年： | 周顯王十六年 魯共公三十年 齊威王四年 晉靜公四年 趙成侯二十二年 魏惠王十七年 韓昭侯十年 秦孝公九年 楚宣王十七年 宋剔成君十七年 衛成侯九年 燕後文公九年 越王無顓八年 中山桓公二十八年 |

## 大事记
- 邯鄲之難，邯鄲在堅守一年之後被魏軍攻克，齊威王使田忌、孫臏救趙，圍魏。十月，邯鄲降魏，龐涓還，齊大敗之於桂陵。
- 韓攻東周，取陵觀、廩丘。
- 楚昭奚恤為相。